# Model malých signálů
Model malých signálů popisuje chování systému při zpracování malých signálů, kde slovo „malý“ není chápáno jako malá vzdálenost od nulového bodu, ale od pracovního bodu. V nelineárním vztahu mezi vstupním a výstupním signálem se signály považují za malé, pokud přenosové chování je v omezeném, ale pro úlohu podstatném rozsahu, přibližně lineární.
Toto chování je v kontrastu s modelem velkého signálu v celém možném nebo technicky smysluplném dynamickém rozsahu. Nelinearitu při zpracování velkého signálu již nelze zanedbat. Popis chování obvodů při zpracování velkých signálů vyžaduje matematický popis chování nelineárního systému. Alternativa pro stanovení přenosového chování – zvláště u komplikovaných funkcí – je grafické řešení. Ke znázornění chování a mezí tohoto přístupu také pomáhají charakteristické křivky.
Přibližná linearita chování při malém signálu je předpokladem pro použití Laplaceovy transformace pro analýzu systému v teorii systémů a v elektrotechnice.

## Oblast použití
Popis pomocí modelu malých signálů se v elektronice používá pro přenosové chování nelineárních součástek a analogových elektronických obvodů s tranzistory nebo jinými nelineárními polovodičovými součástkami. Používá se také v řídicí technice pro přenosové chování řízených systémů.
Pracovní bod se volí tak, aby nebylo dosaženo hranic dynamického rozsahu ani nelineárnějších oblastí přenosové charakteristiky. Při zpracování malého signálu v okolí pracovního bodu vede k přibližně lineárnímu vztahu mezi vstupními a výstupními veličinami.
Každá nelinearita vytváří zkreslení. Dochází ke vzniku harmonických signálů, což je ekvivalentní s nárůstem zkreslení. Použitelnost modelu malých signálů závisí na tom, jaká zkreslení lze považovat za přijatelná.

## Lineární aproximace

Nelineární charakteristická křivka a její tečna se v malé oblasti kolem bodu dotyku liší pouze nepatrně.

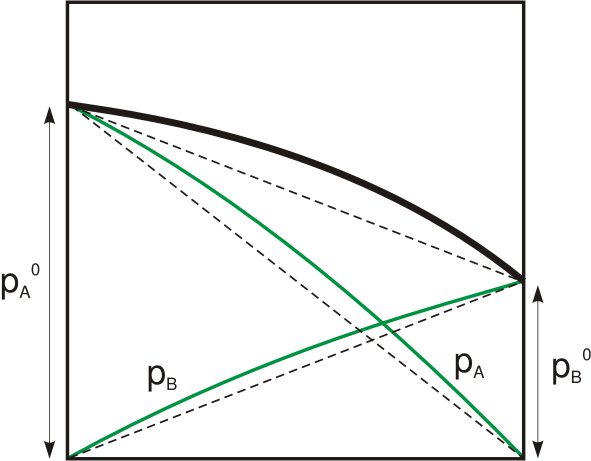
Možnost lineární aproximace charakteristiky, jejíž funkce nejsou známy.

Spojitě zakřivená charakteristická křivka a její tečna v libovolně zvoleném pracovním bodě mají v tomto bodě stejnou hodnotu a sklon. Tato shoda platí přibližně také v okolí pracovního bodu. Tečna pak tedy může sloužit jako lineární aproximace. Tečna je popsána lineární funkcí, jejíž matematické zpracování je jednodušší než zpracování charakteristické křivky. Chování systému v rámci lineárními aproximace je jeho modelem pro malé signály.
Tato metoda se nazývá linearizace. Nelineární hladkou funkci {\displaystyle y=f(x)} lze reprezentovat Taylorovou řadou. V rozsahu lineární aproximace lze další členy řady, která se rozvíjí v pracovním bodě, (po lineárním členu) zanedbat. Členy řady až do posledního použitého bodu jsou matematickou reprezentací lineární aproximace.
Je-li pracovní bod {\displaystyle x=a}, pak dostáváme rovnici
{\displaystyle y\approx \ f(a)\ +\ f'(a)\ \cdot \ (x-a),}
kde přírůstek udává {\displaystyle f'(a)}, derivace funkce {\displaystyle f} v bodě {\displaystyle a}.
Do jaké vzdálenosti od pracovního bodu je přípustná lineární aproximace, závisí na požadavcích na přesnost. Aproximace je vhodná především tehdy, pokud je odchylka tečny od charakteristické křivky řádově stejná jako odchylky naměřených hodnot a tolerance parametrů.
Pokud funkce {\displaystyle f(x)} není známa, ale jsou známy jednotlivé body na charakteristické křivce (například to jsou tabelované hodnoty), pak se jako lineární aproximace používá přímka spojující oba body, která odpovídá sečně. V případě rozptylu naměřených hodnot lze lineární modelovou funkci vypočítat pomocí fitování křivek.
Příklad diody

Charakteristická křivka diody 1N4001 v propustném směru.

Proudově-napěťovou charakteristickou křivku křemíkové polovodičové diody v propustném směru (závislost proudu diodou {\displaystyle I_{\mathrm {D} }} na kladném napětí {\displaystyle U_{\mathrm {F} }}) lze v podstatě popsat Shocklyho rovnicí.
{\displaystyle I_{\mathrm {D} }=I_{\mathrm {S} }\,\left(\mathrm {e} ^{\frac {U_{\mathrm {F} }}{n\,U_{\mathrm {T} }}}-1\right)\approx I_{\mathrm {S} }\cdot \mathrm {e} ^{\frac {U_{\mathrm {F} }}{n\,U_{\mathrm {T} }}}\ .}
Pro nelineární funkci {\displaystyle I_{\mathrm {D} }=f(U_{\mathrm {F} })} v pracovním bodě A se lineární aproximace získá Taylorovým rozvojem v místě pracovního bodu {\displaystyle a=U_{\mathrm {F,A} }} a {\displaystyle f(a)=I_{\mathrm {D,A} }}
{\displaystyle I_{\mathrm {D} }\approx I_{\mathrm {D,A} }+\left.{\frac {\mathrm {d} I_{\mathrm {D} }}{\mathrm {d} U_{\mathrm {F} }}}\right|_{U_{\mathrm {F,A} }}\cdot \left(U_{\mathrm {F} }-U_{\mathrm {F,A} }\right)}
po dosazení a diferenciaci
{\displaystyle I_{\mathrm {D} }\approx I_{\mathrm {D,A} }+I_{\mathrm {S} }\cdot \mathrm {e} ^{\frac {U_{\mathrm {F,A} }}{n\,U_{\mathrm {T} }}}{\frac {1}{n\,U_{\mathrm {T} }}}\left(U_{\mathrm {F} }-U_{\mathrm {F,A} }\right)=I_{\mathrm {D,A} }+{\frac {I_{\mathrm {D,A} }}{n\,U_{\mathrm {T} }}}\left(U_{\mathrm {F} }-U_{\mathrm {F,A} }\right)\ .}
Pro hodnoty malého signálu {\displaystyle u=U_{\mathrm {F} }-U_{\mathrm {F,A} }} a {\displaystyle i=I_{\mathrm {D} }-I_{\mathrm {D,A} }} dostáváme
{\displaystyle i\approx {\frac {I_{\mathrm {D,A} }}{n\,U_{\mathrm {T} }}}\,u\ .}
Chování diody při malých signálech tedy odpovídá chování diferenciálního odporu, jehož hodnota {\displaystyle r=u/i} je nepřímo úměrná intenzitě proudu v pracovním bodě.
Příklad varistoru

Typické charakteristické křivky varistorů.

V oblasti průrazu lze charakteristickou křivku varistoru aproximovat vzorci
{\displaystyle |I|=I_{\mathrm {V} }\cdot \left({\frac {|U|}{U_{\mathrm {V} }}}\right)^{\gamma }\quad {\text{nebo}}\quad |U|=U_{\mathrm {V} }\cdot \left({\frac {|I|}{I_{\mathrm {V} }}}\right)^{\beta },}
kde {\displaystyle U\cdot I\geq 0} a {\displaystyle \beta =1/\gamma }. Varistory z oxidu zinečnatého mají hodnotu {\displaystyle \gamma } typicky v rozsahu 30…70. Diferenciální odpor vyplývá ze vzorců
{\displaystyle r={\frac {\mathrm {d} U}{\mathrm {d} I}}=U_{\mathrm {V} }\cdot \beta \cdot \left({\frac {I}{I_{\mathrm {V} }}}\right)^{\beta -1}\cdot {\frac {1}{I_{\mathrm {V} }}}=\beta \;U_{\mathrm {V} }\;\left({\frac {I}{I_{\mathrm {V} }}}\right)^{\beta }\cdot {\frac {I_{\mathrm {V} }}{I}}\;{\frac {1}{I_{\mathrm {V} }}}={\frac {1}{\gamma }}\;{\frac {U}{I}}}
To znamená, že odpor pro malý signál je v každém pracovním bodě v oblasti průrazu o jeden a půl až dva řády menší než odpor pro velký signál.